# Йозеф Габчик
Йозеф Габчик е чехословашки офицер (ротмистър) и агент на британските специални служби, действал на територията на бивша Чехословакия в тяхна полза, и тази на съюзниците.
Подготвя и извършва заедно с Ян Кубиш покушението срещу Райнхард Хайдрих на 27 май 1942 година. Помагат му много граждани на Чехия в протектираната тогава от Нацистка Германия Бохемия и Моравия.
След атентата, излиза британска дезинформация, която цели атентаторите да се измъкнат живи от територията на протектората, и заради която впоследствие е избито населението на село Лидице. В крайна сметка, атентаторите са разкрити от Гестапо, благодарение на информацията, подадена от разкаялия се Карел Чурда, и след бой в църквата Св. св. Кирил и Методий (Прага) загива и Йозеф Габчик.